# Concrete Blonde
Concrete Blonde was een alternatieve rockband uit Hollywood, Californië. Ze waren actief van 1982 tot 1995, van 2001 tot 2004, herenigd in 2010 en gingen weer uit elkaar in 2012. Ze waren vooral bekend om hun album Bloodletting (1990), hun top 20 single Joey en de kenmerkende vocale stijl van Johnette Napolitano.

## Bezetting
Huidige bezetting
- Johnette Napolitano (singer-songwriter, basgitaar)
- James Mankey (gitaar)
- Gabriel Ramirez (drums)

Voormalige leden
- Harry Rushakoff (drums)
- Paul Thompson (drums)
- Al Bloch (basgitaar)

## Geschiedenis
Singer-songwriter/bassist Johnette Napolitano formeerde in 1982 de band Dream 6 met gitarist James Mankey in Los Angeles. De eerste opname van de band was de single Heart Attack, uitgebracht op het Dreamers verzamelalbum The D.I.Y. Album (1982). Als Dream 6 brachten ze in 1983 een gelijknamige ep uit bij Happy Hermit Records. Toen ze tekenden bij I.R.S. Records in 1986, suggereerde hun labelgenoot Michael Stipe de naam Concrete Blonde, die het contrast beschrijft tussen hun hardrockmuziek en introspectieve teksten. Ze werden vergezeld door drummer Harry Rushakoff op hun gelijknamige debuutalbum. Hun eerste publicatie was Concrete Blonde (1986), met onder meer Still in Hollywood. Ze voegden de fulltime basgitarist Alan Bloch toe voor hun album Free (1989), waardoor Napolitano zich kon concentreren op haar zang zonder tegelijkertijd de bas te hoeven bespelen. Dit album bevatte de universiteitshit God Is a Bullet. Hun derde album Bloodletting (1990) werd hun commercieel meest succesvolle. Roxy Music-drummer Paul Thompson verving Rushakoff bij Bloodletting, terwijl Rushakoff in behandeling was voor drugsverslaving. Het album werd met goud gecertificeerd door de RIAA en bevatte hun hoogst geplaatste hit Joey, die 21 weken in de Billboard Hot 100 hitlijst doorbracht, met een piek op 19.
Walking in London (1992) zag de terugkeer van oorspronkelijke drummer Rushakoff (vanwege de immigratieproblemen van Thompson). Zijn opvolger Mexican Moon (1993) omvatte de bezetting van Bloodletting met Thompson terug op drums. Geen van beide albums werd commercieel of kritisch ontvangen en Napolitano ontbond de band in 1993. De band herenigde zich in 1997, waarbij Napolitano en Mankey samenwerkten met de band Los Illegals voor het album Concrete Blonde y Los Illegals. De vocalen waren voornamelijk in het Spaans. Tijdens liveshows veranderde de band het refrein voor Still in Hollywood in Still in the Barrio en het bevatte covers van Immigrant Song van Led Zeppelin en Little Wing van Jimi Hendrix. De band herenigde zich opnieuw in 2001 en bracht het album Group Therapy (2002) uit. Het album werd opgenomen in 10 dagen en bevatte opnieuw Rushakoff op drums. Rushakoff werd uiteindelijk uit de band geschopt omdat hij niet was komen opdagen voor shows. Nadat hij aanvankelijk op tournee was vervangen door lichttechnicus Mike Devitt, werd hij uiteindelijk op de lange termijn vervangen door Gabriel Ramirez. Mojave werd uitgebracht in 2004.
Op 5 juni 2006 kondigde Napolitano aan dat de band officieel met pensioen was gegaan.
Concrete Blonde is te zien in meerdere speelfilms en tv-shows. Films zijn onder andere The Party Animal (1985; de naam van de band was destijds Dream 6, het gebruikte nummer was Rain), The Texas Chainsaw Massacre 2 (twee nummers) in 1986, The Hidden (drie nummers) in 1987, Pump Up the Volume in 1990, Point Break in 1991 en Losing Isaiah in 1995. Tv-programma's zijn onder andere Beverly Hills, 90210 in 1991, Beavis and Butt-head in 1993, Daria in 1998, The Sopranos in 2002 en de HBO-serie Camping in 2018. Het meest gebruikte nummer in soundtracks is Bloodletting (vijf keer). Op 25 november 2008 werd Long Time Ago gebruikt tijdens de laatste vermelding tijdens de reeksfinale van The Shield. Oorspronkelijk werd het nummer verondersteld over de laatste scène te spelen, maar de maker van de show, Shawn Ryan, besloot in plaats daarvan dat de laatste reeks stil zou zijn, waardoor het nummer over de laatste vermelding en seriehoogtepunten werd gespeeld.
Op 13 juli 2010 bracht Shout! Factory een geremasterde 20-jarig jubileumeditie van Bloodletting uit. Het bevat zes bonusnummers: I Want You, Little Wing, de Franse uitgebreide versie van Bloodletting (The Vampire Song), en liveversies van Roses Grow, The Sky Is A Poisonous Garden en Tomorrow, Wendy. Een fout in de verpakking van de heruitgave maakt gebruik van vroege niet-album termijnfoto's met de oorspronkelijke drummer Harry Rushakoff, die de avond voor de eerste studiosessie voor Bloodletting was vervangen door Roxy Music-drummer Paul Thompson. De band vervolgde de publicatie met de 20 Years of Bloodletting: The Vampires Rise-tournee door de rest van dat jaar. In 2012 bracht de band de single Rosalie uit met de B-kant I Know the Ghost. In december 2012 nam de band deel aan een kleine tournee door negen steden, meestal aan de oostkust van de Verenigde Staten.

## Discografie

### Singles
- 1986:	True
- 1986: Still In Hollywood
- 1986: Dance Along The Edge
- 1989:	God Is a Bullet
- 1989: Happy Birthday
- 1989: Scene Of A Perfect Crime
- 1990:	Bloodletting (The Vampire Song)
- 1990: Joey (Alarmschijf)
- 1990: Caroline
- 1990: Everybody Knows
- 1991:	Tomorrow Wendy
- 1992:	Walking In London
- 1992: Ghost of a Texas Ladies' Man
- 1992: Someday
- 1993:	Heal It Up
- 1993: Mexican Moon
- 1993: Jonestown
- 2002: Take Me Home
- 2002: Roxy

### Studioalbums
- 1986: Concrete Blonde
- 1989: Free
- 1990: Bloodletting
- 1992: Walking in London
- 1993: Mexican Moon
- 1997: Concrete Blonde y Los Illegals – samenwerking met de in Los Angeles gevestigde Chicanopunkband Los Illegals
- 2002: Group Therapy
- 2004: Mojave

### Compilaties en livealbums
- 1994: Still in Hollywood – compilatie van liveopnamen, B-kanten en eerder niet-uitgebracht materiaal
- 1996: Recollection: The Best of Concrete Blonde - compilatie van 17 nummers van de eerste vijf albums en een live coverversion van Mercedes Benz.
- 2002: Classic Masters - 24-bit remastering van 12 nummers van de eerste vijf albums
- 2003: Live in Brazil 2002 – dubbel livealbum
- 2005: The Essential - inclusief 13 geremasterde nummers van de eerste vier albums en een andere versie van de song "Sun"

### Non-album tracks
- 1990, 1991: I Want You - B-kant van Joey; Point Break soundtrack
- 1993: Crystal Blue Persuasion - In Defense of Animals, compilatiealbum.
- 1996: Mercedes Benz (live) (Janis Joplin) - inclusief bij  Recollection: The Best of Concrete Blonde
- 1994: Endless Sleep (Dolores Nance/Jody Reynolds) - Fast Track to Nowhere, soundtrack album voor de series Rebel Highway
- 2002: The God In You (MantraMix) - Roxy CD single
- 2003: Joey (live, akoestisch) - Live from the CD101 Big Room (Vol. 1)
- 2005: Sun (alternatieve versie) - inclusief bij  The Essential Concrete Blonde
- 2011: Rosalie / I Know The Ghost (J. Napolitano) - Rosalie